# Diospyros acuminata
Diospyros acuminata är en tvåhjärtbladig växtart som först beskrevs av George Henry Kendrick Thwaites, och fick sitt nu gällande namn av André Joseph Guillaume Henri Kostermans. Diospyros acuminata ingår i släktet Diospyros och familjen Ebenaceae. Inga underarter finns listade i Catalogue of Life.